# Тоннель Грич

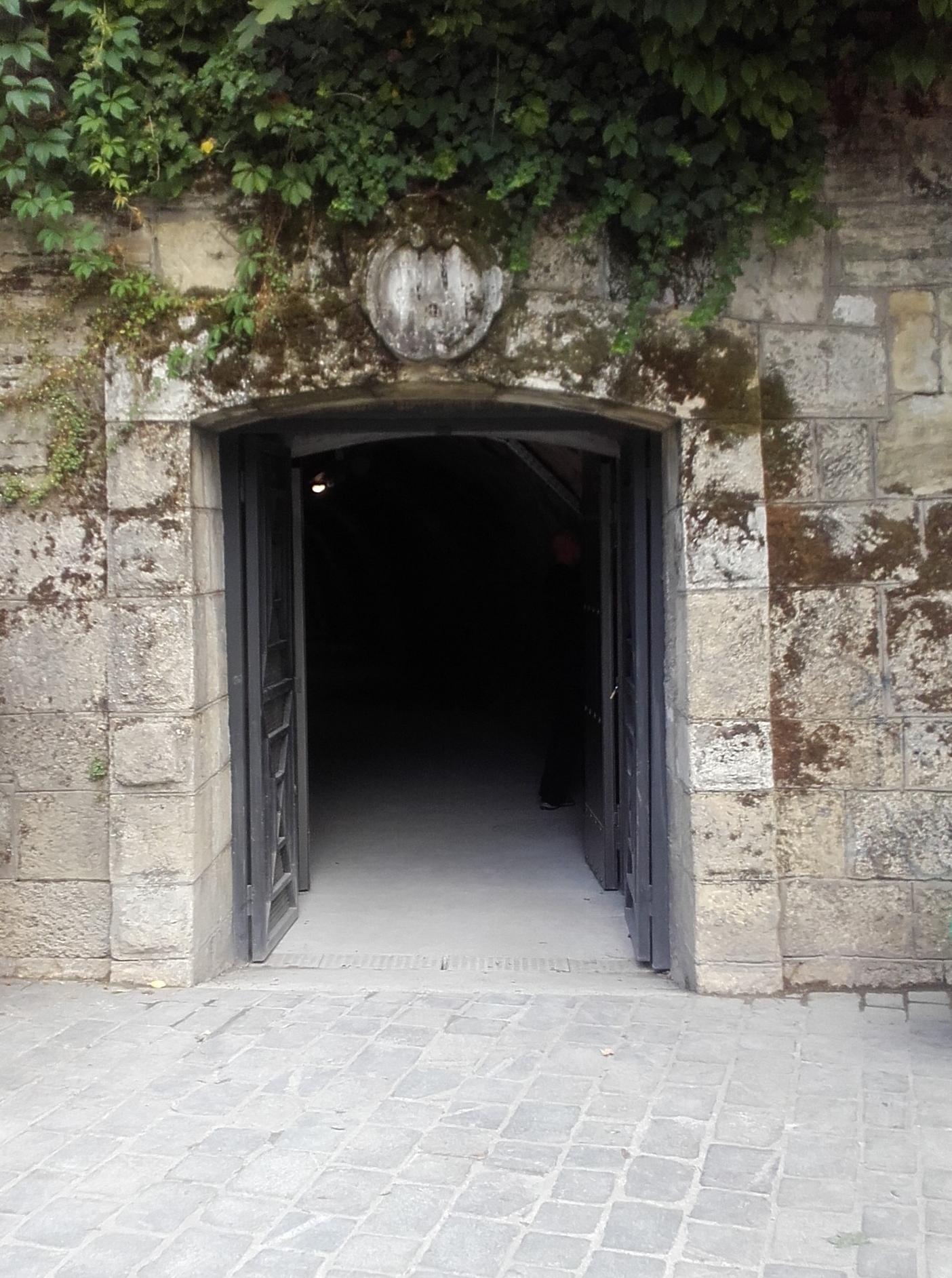
Тоннель Грич, вход с улицы Месничка

Тоннель Грич (хорв. Tunel Grič) — пешеходный тоннель, расположенный в центре города Загреба под историческим районом Грич (также известным как Градец или Горни-Град), давшим тоннелю своё название. Сооружение состоит из центрального зала, который соединён двумя проходами с улицей Месничка на западе и улицей Степана Радича на востоке; ещё четыре прохода ведут на юг. Тоннель был построен во время Второй мировой войны правительством усташей в качестве бомбоубежища, но после войны он быстро пришёл в упадок. Тоннель был вновь использован только в 1990-х годах: тогда в нём проходил один из первых рейвов в Хорватии, а во время войны за независимость Хорватии он снова стал выполнять функцию убежища. В 2016 году тоннель был реконструирован и открыт для публики, став туристической достопримечательностью и местом проведения различных культурных мероприятий; сейчас в тоннеле планируется обустройство музея и запуск двух лифтов.

## Описание
Тоннель простирается на 350 метров от улицы Месничка до улицы Степана Радича и имеет ширину 3,2 метра. Центральный зал имеет длину около 100 метров и ширину 5,5 метра. Тоннель имеет шесть выходов: западный ― на улицу Месничка, восточный ― во двор дома № 19 по улице Радича, и четыре ответвления, идущих на юг в задние дворы домов на улицах Илица и Йосипа Томича. Один из этих выходов ведет к дому № 5a по улице Томича (Парк искусств), другой ― к дому № 8 по Илице. Остальные два ответвления (к домам № 28 и № 30 по Илице) до конца не достроены. Площадь пола тоннеля составляет примерно 2200 квадратных метров. Тоннель открыт для свободного посещения ежедневно с 9:00 до 21:00.

## История

### Строительство

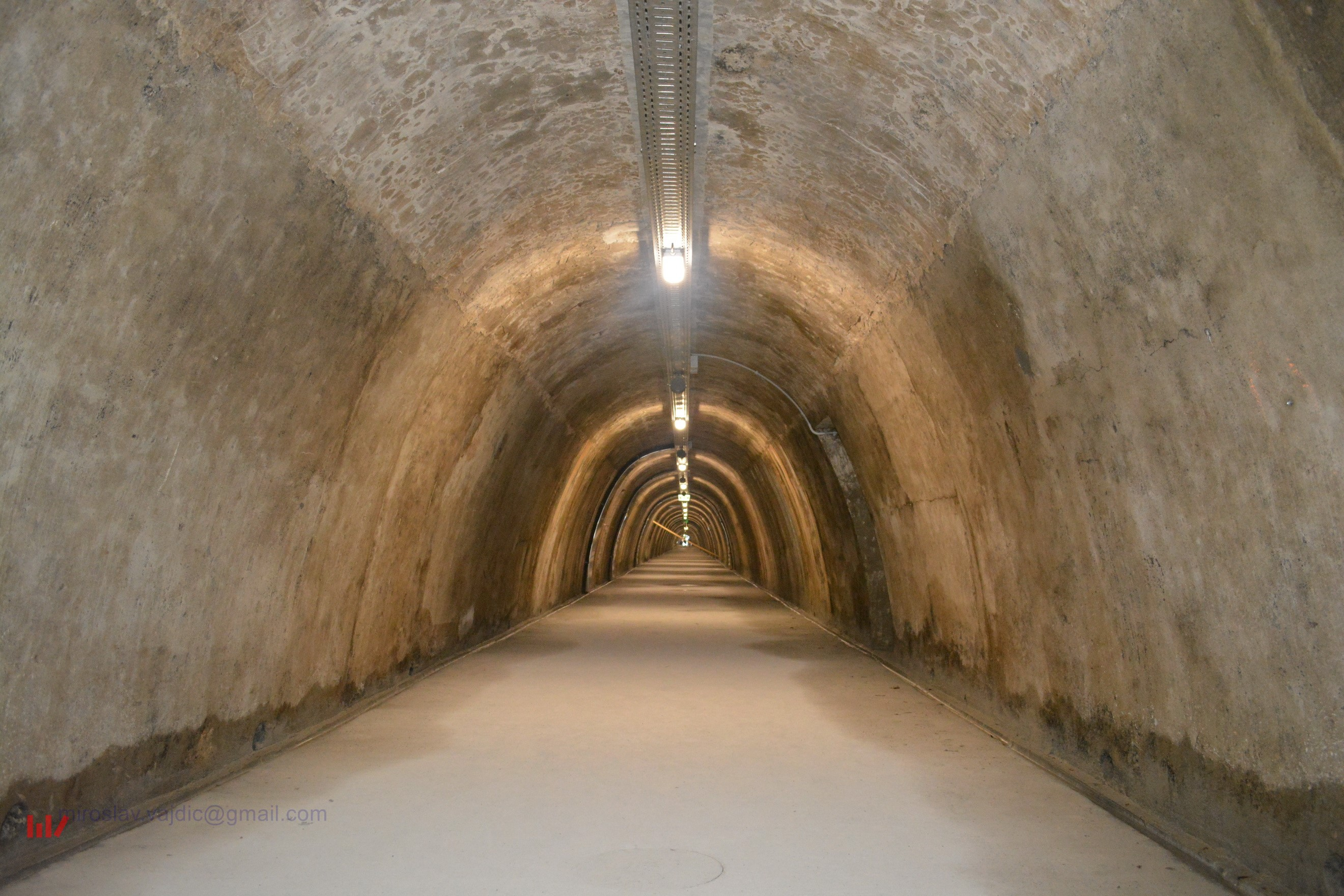
Внутри тоннеля

В 1943 году, опасаясь бомбардировок Загреба, премьер-министр Независимого Государства Хорватия (NDH) Никола Мандич приказал создать общественное бомбоубежище под холмом Горни-Град. Убежище, по его требованиям, должно было быть связано коридорами с восточной и западной частями холма. На планирование и строительство тоннеля было выделено 141,2 миллиона кун НГХ. Проектирование сооружения было поручено инженерам Абрамовичу, Сеняковичу и Вайде. Изначально тоннель планировалось построить за 90 рабочих дней, но его стоимость из-за высокой инфляции выросла до 490 миллионов кун, а дата открытия была перенесена на 1944 год.
Вскоре проект по сооружению тоннеля подвергся критике. В феврале 1944 года Строительный комитет Загреба выступил с заявлением, в котором говорилось, что «создание убежища ради транспортного сообщения совершенно нецелесообразно» и что «ему уделяется слишком много внимания». Другой аргумент комитета заключался в том, что этот тоннель вмещал всего 5000 человек и, по подсчётам, расходы на его строительство составили по 60 000 кун на человека ― такую цену комитет счёл слишком высокой. Тем не менее, сооружение тоннеля продолжалось, хотя некоторые детали проекта не были реализованы. В мае 1944 года мэр Загреба Иван Вернер отказался от плана создания просторного центрального зала. Тоннель был построен в основном с использованием местных материалов, таких, как гравий из окрестностей Загреба и древесина из Боснии.
В 1947 году, после окончания Второй мировой войны, тоннель был отремонтирован. Были выполнены работы по защите конструкции от попадания влаги. В 1949 году тоннель использовался в качестве склада компанией Malina, производящей продукты питания. В документе от 31 октября 1949 года предлагалось построить ещё один коридор, ведущий к району Гупчева-Звезда (примерно в 2 км к северу от центра тоннеля). Этот проект так и не был воплощён в реальность, однако через некоторое время был построен центральный зал длиной почти 100 метров. Эмиль Матешич, директор Культурно-информационного центра Загреба (хорв. Kulturno informativni centar), считает, что его строительство было вызвано напряжённостью политической обстановки во время Холодной войны и проводилось тайно ― некоторые документы, касающиеся постройки тоннеля, ещё не были опубликованы Министерством обороны Хорватии.

### Упадок

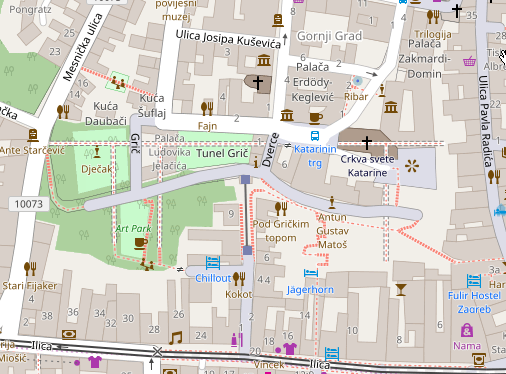
Карта тоннеля Грич

С середины XX века тоннель перестал использоваться по назначению, и он стал популярен среди бездомных и наркоманов. В полицейском отчёте, созданном примерно в 1950 году, говорилось, что сквоттеры использовали сооружение для обогрева и укрытия от непогоды, а также в качестве места встреч. Безразличное отношение югославского правительства к судьбе тоннеля привело к возникновению ряда городских легенд, в том числе предполагаемого существования коридоров, ведущих к зданию Хорватского сабора на площади Святого Марка (в центре Горни-Града) и в сторону Загребской обсерватории.
Тоннель Грич не упоминался в СМИ до 1993 года ― до того момента, когда в нём был проведён Under City Rave, один из первых рейвов в Хорватии, который был организован участниками телешоу Top DJ Mag и диджеями из Германии и Великобритании. В то время тоннель находился в собственности Музея современного искусства. В мероприятии приняли участие более 3000 человек, что намного больше, чем планировали организаторы и позволяла инфраструктура тоннеля. В 1994 году в коридорах тоннеля была проведена выставка, приуроченная ко Дню Земли. Во время войны за независимость Хорватии с 1991 по 1995 год сооружение использовалось по прямому назначению ― в качестве бомбоубежища.

### Реконструкция

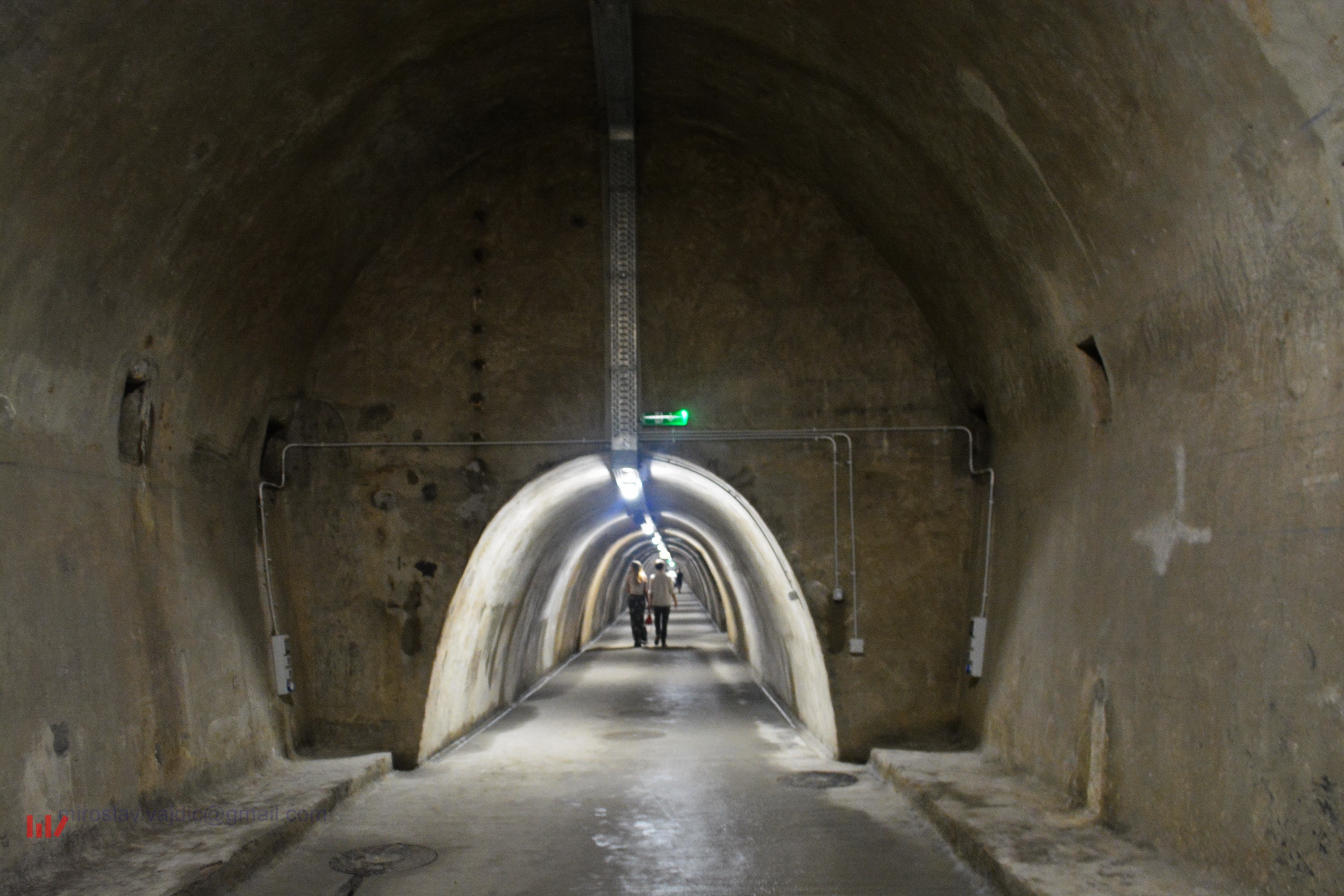
Вид из центрального зала

В начале XXI века было выдвинуто несколько предложений по реконструкции тоннеля, в том числе создание музея и установка двух лифтов, чтобы люди могли добраться до Горни-Града из микрорайона Тушканац, не поднимаясь пешком по крутому холму. Реализация этого плана была отложена на неопределённый срок.
План реконструкции был окончательно объявлен в апреле 2015 года, работы начались 18 апреля 2016 года. Они должны были быть выполнены в три этапа: первый этап ― это ремонт тоннеля, второй этап ― установка подъёмника в Горни-Град, третий этап ― создание арт-объектов для привлечения туристов. На первый этап реставрации было выделено 1 350 000 кун (180 000 евро); он был завершён 6 июля, и тоннель Грич официально открыли для публики. Однако реконструкцию подвергли критике за несоблюдение техники безопасности; сообщалось, что в тоннеле отсутствуют пожарные извещатели, противопожарные двери и механическая система вентиляции. Кроме того, путь эвакуации при пожаре был назван слишком проблематичным.